# 모노의 신님 코코타마
《모노의 신님 코코타마》(일본어: モノのかみさま ここたま 모노노 카미사마 코코타마[*])/물건의 엔젤 코코밍은 반다이에 의한 여아용 하우스 인형 장난감을 소재로 한 "코코밍 시리즈"의 제3편. 2019년 10월 4일부터 2020년 2월 21일까지 유튜브에서 착신했던 웹 애니메이션이다. 12화를 마지막으로 미완성 종영되었다.

## 개요
전작인 반짝반짝 해피★ 열려라! 코코밍에 이은 2019년 8월 29일에 발표 된 여아용 하우스 인형 완구 "코코밍 시리즈" 제3탄이자, 첫 웹 애니메이션 작품이다. 『에그엔젤 코코밍』과 『열려라! 코코밍』에 등장했던 코코타마들이 모두 등장한다.
지상파 방송인 전 2편과 달리 유튜브 채널에서 인터넷 전송 전용.

## 등장인물
럭키타마/럭키밍
성우 - 한 메구미
성별 - 남
색연필의 신/엔젤.
멜로리/멜로밍
성우 - 토요사키 아키
성별 - 여
피아노의 신/엔젤.
오샤키/지니밍
성우 - 카카즈 유미
성별 - 여
책의 신/엔젤.
게라쵸/키키밍
성우 - 아이카와 리카코
성별 - 남
텔레비전의 신/엔젤.
키라리스/쁘띠밍
성우 - 유즈키 료카
성별 - 여
립스틱의 신/엔젤.
모구탄/포포밍
성우 - 무라세 미치요
성별 - 남
포크의 신/엔젤.
사리누/샤미밍
파리누/리린밍
성우 - 마루야마 유카 & 시라토리 유리
성별 - 사리누/샤미밍은 여, 파리누/리린밍은 남
린스인샴푸의 신/엔젤.
미시루/루루밍
성우 - 오리카사 후미코
성별 - 여
우체통의 신/엔젤.
리본
성우 - 미나세 이노리
성별 - 여
리본의 신/엔젤.
필로/쿠우밍
성우 - 이세 마리야
성별 - 남
베개의 신/엔젤.
챠코/티프밍
성우 - 이와이 에미리
성별 - 여
컵의 신/엔젤.
랑닌/러닝밍
성우 - 코다이라 유우키
성별 - 남
운동화의 신/엔젤.
아메리/레이밍
성우 - 히다카 리나
성별 - 여
우산의 신/엔젤.

## 목소리 출연
- 여민정 - 럭키밍
- 방연지 - 멜로밍
- 양정화 - 지니밍
- 조현정 - 키키밍
- 은정 - 뽀띠밍
- 장은숙 - 포포밍
- 강시현 - 샤미밍
- 김하영 - 리린밍
- 안현서 - 루루밍
- 이재현 - 리본
- 배정미 - 쿠우밍
- 배주영 - 티프밍
- 우정신 - 러닝밍
- 장예나 - 레이밍

다만 대한민국 미방영 시리즈이기 때문에 한국어 더빙 가능성이 없을 것이다.

## 웹 애니메이션

### 제작진
- 원안 - 반다이
- 감독 - 닛타 노리오
- 제작 데스크 - 마에카와 유카
- 제작 진행 - Yeonji Song(1~2, 6화), 마에하라 유이(3~5화) 무정 (7~12화)
- 애니 제작 - OLM
- 촬영 - OLM
- 배경 -스튜디오 파인 우드
- 녹음 스튜디오 - 프로 센 스튜디오
- 음향 제작 - HALF HP STUDIO
- 편집 - 제이 필름비디오, 이마지카애니메이션
- 제작 - OLM Team YOSHIOKA, 코코타마 제작 위원회

### 오프닝 테마
"해피 코코타마 댄스!"
작사 - 마츠이 요헤이 /작곡·편곡 - 사카이 요오이치 /노래 - ERIKA, 마사키 카오루(란티스)

### 착신 목록
| 회차       | 제목                  | 공개 일자(YouTube) |
| ---------- | --------------------- | ------------------ |
| 제1회      | 찾아냈다!             | 2019년 10월 4일    |
| 제2회      | 무엇에서 태어났을까?  | 2019년 10월 4일    |
| 제3회      | 일찍 일어나고 싶어!   | 2019년 10월 4일    |
| 제4회      | 남김없이 먹자!        | 2019년 11월 15일   |
| 제5회      | 목욕물로 쓱싹쓱싹     | 2019년 11월 15일   |
| 제6회      | 병원이 그렇게 무서워? | 2019년 11월 15일   |
| 제7회      | 나의 멋진 집?         | 2019년 12월 20일   |
| 제8회      | 남자의 승부인 것이다! | 2019년 12월 20일   |
| 제9회      | 코코밍 활동 레츠고!   | 2019년 12월 20일   |
| 제10회     | 정리해서 즐겁다!      | 2020년 2월 21일    |
| 제11회     | 밖에는 위험이 잔뜩!   | 2020년 2월 21일    |
| 최종회(12) | 마음의 언어           | 2020년 2월 21일    |